# Adolf Mayer (Widerstandskämpfer)
Adolf Mayer (* 11. Juni 1918 in Nüziders, Vorarlberg; † 17. März 1996) war ein österreichischer Widerstandskämpfer und Interbrigadist.

## Jugend
Mayer wuchs in Bludenz auf. Sein Vater Christian Mayer war Eigentümer einer Eisenwarenhandlung, seine Mutter, Josephine von Rauchensteiner stammte aus Freilassing. Ab 1928 besuchte Adolf Mayer das Gymnasium in Feldkirch.

## Widerstand
Als bekannter Gegner des Nationalsozialismus flüchtete er am Vorabend des Anschlusses Österreichs an das Deutsche Reich am 13. März 1938 mit Skiern über die Silvretta in die Schweiz und dann weiter nach Frankreich, da ihm angedroht worden war, dass er am nächsten Tag mit seiner Verhaftung zu rechnen habe.
In Paris meldete er sich sogleich bei der Internationalen Brigade als Freiwilliger für den Spanischen Bürgerkrieg, um dort gegen das faschistische Franco-Regime zu kämpfen.
In der Ebro-Offensive 1939 wurde Mayer schwer verletzt und nach Frankreich in ein Lazarett transportiert. Um der Deportation durch die Nationalsozialisten zu entkommen, meldete er sich bei der französischen Fremdenlegion und trat unter dem Namen Pablo Silva als „Cubaner“ in selbige ein. Er kämpfte im Senegal, in Madagaskar und in Indochina.

## Leben und Werdegang
Ab dem Wintersemester 1944 studierte Mayer in Paris Montanistik an der École polytechnique. 1946 kam seine Tochter zur Welt. 1948 leitete Mayer im Norden Frankreichs einen Uran-Bergbau und arbeitet mit Irène Joliot-Curie zusammen. Ab 1949 arbeitete er in Algerien, Marokko, Madagaskar und Indien. 1964 heiratete er Ratanbai Kharegat, und leitete Bauprojekte in Argentinien, Chile, Nigeria und Zentralafrika. Zwischendurch arbeitete er auch mehrfach kurzfristig in Wien und Zürich. 1977 kam sein Sohn zur Welt.
Mayer wurde vom österreichischen Bundespräsidenten das Ehrenzeichen für Verdienste um die Befreiung Österreichs verliehen. Frankreich ehrte ihn für seinen Kriegseinsatz mit der Verleihung des Chevalier de la Légion d’Honneur.
Adolf Mayer verstarb 1996 nach schwerer Krankheit.